# House of Wax
House of Wax ist ein Horrorfilm aus dem Jahr 2005. Er wird als Neuverfilmung der Horrorklassiker Das Geheimnis des Wachsfigurenkabinetts (1933) und Das Kabinett des Professor Bondi (1953) bezeichnet, hat jedoch mit dessen Handlung kaum Gemeinsamkeiten und erhielt sehr schlechte Kritiken.

## Handlung
Die befreundeten sechs College-Studenten Carly, Paige, Wade, Blake, Dalton und Nick reisen mit zwei Autos zu einem der wichtigsten Football-Spiele des Jahres an und beschließen, unterwegs im Freien zu übernachten. An ihrem Schlafplatz kommt es jedoch zu einer verstörenden Begegnung mit einem unbekannten Trucker. Dieser fährt auf die Zelte der Freunde zu, bleibt einige Zeit mit eingeschalteten Scheinwerfern vor ihnen stehen, und entfernt sich dann wieder.
Am nächsten Morgen bemerken sie einen gerissenen Keilriemen an Wades Wagen. Daher lassen sich seine Freundin Carly und er von einem mysteriösen Fremden in die Kleinstadt Ambrose bringen, um dort Ersatz zu beschaffen. Die übrigen jungen Leute setzen währenddessen ihre Fahrt in Blakes Wagen fort, müssen wegen eines Staus auf der Autobahn jedoch bald wieder umkehren.
Bei ihrer Ankunft in der Stadt suchen Carly und Wade die örtliche Tankstelle auf, können dort jedoch niemanden antreffen. Daher begeben sie sich in die nahe gelegene Kirche, wodurch sie unabsichtlich eine gerade stattfindende Totenmesse stören. Peinlich berührt verlassen sie das Gotteshaus, doch Tankstellenbesitzer Bo, einer der Trauergäste, folgt ihnen und sagt ihnen seine Hilfe im Anschluss an die Beerdigung zu.
Zur Überbrückung der Wartezeit besichtigen Carly und Wade das markante lokale Wachsfigurenkabinett. Dessen Gebäude besteht vollständig aus Wachs, beherbergt jedoch zum Erstaunen Wades keinerlei Nachbildungen Prominenter. Einige Zeit später kehrt das Paar zur Tankstelle zurück, wo Bo die beiden jungen Leute auffordert, ihn zu seinem Haus zu begleiten, um dort das gewünschte Ersatzteil abzuholen. Etwas verwundert willigen sie ein. Als Wade zuvor noch die Toilette aufsuchen will, bietet ihm Bo die Nutzung seines Privat-WCs an.
Beim Verlassen des Badezimmers, das sich am Ende eines Flurs im Haus des Tankwarts befindet, entdeckt Wade einen Raum mit befremdlichen Einrichtungsgegenständen wie etwa Rinderembryos, den er deshalb genauer untersucht. Als kurz darauf das Licht ausgeht und sich die Tür nicht mehr öffnen lässt, gerät er in Panik und bemerkt somit nicht, wie sich Vincent, Bos Zwillingsbruder, durch ein loses Brett im Boden Zugang zum Raum verschafft und mit einer Schere Wades Achillessehne durchschneidet. Vincents Gesicht wurde während der Operation zur Trennung von Bo – bei den beiden handelt es sich um Siamesische Zwillinge – völlig entstellt und er trägt deshalb eine Wachsmaske. Das bewusstlose Opfer bringt er in seine Wachsfigurenwerkstatt, wo er es säubert und fixiert, um es schließlich mit flüssigem Wachs zu überziehen.
In der Zwischenzeit ist Carly in einen Kampf auf Leben und Tod mit Bo verwickelt, welcher sich als der Trucker der letzten Nacht entpuppt. Als der jungen Frau die Flucht gelingt, läuft sie in der Hoffnung auf Hilfe in die Kirche, wo sie feststellt, dass alle anwesenden Personen mit Wachs überzogene Leichen sind. Anschließend wird sie von Bo überwältigt und im Keller der Tankstelle gefesselt. Nachdem Wade und Carly am Abend immer noch nicht am vereinbarten Treffpunkt erschienen sind, begeben sich Dalton und Carlys Bruder Nick auf die Suche nach ihnen. Letzterer trifft vor der Tankstelle auf Bo und kann seiner Schwester dabei helfen, sich zu befreien.
Zu diesem Zeitpunkt wurden Dalton, Blake und Paige jedoch bereits von Vincent getötet: Dalton wird, nachdem er zuvor den zur Wachsfigur verarbeiteten Wade an einem Flügel sitzend vorfindet, mit zwei Messern enthauptet, Blake stirbt durch einen Messerstich in den Hals und Paige nach einer Wurfattacke mit einem Stahlrohr, welches sich durch ihren gesamten Schädel bohrt.
Kurz nachdem Nick und Carly im Keller des Wachsfigurenkabinetts Daltons komplett mit Wachs überzogene Leiche entdecken, werden sie von Vincent angegriffen. Während des nun folgenden Kampfes gießt Nick einen Kessel mit kochendem Wachs aus, welches sich sofort entzündet. Nick und Carly gelingt es schließlich, Bo und seinen Bruder Vincent zu überwältigen und auch zu töten. In der Zwischenzeit hat sich das Feuer auf das gesamte Haus ausgebreitet, welches nun rapide schmilzt. Die Geschwister schaffen es, sich in letzter Sekunde durch die weichen Wände zu graben, ehe das gesamte Gebäude in sich zusammensackt.
Durch die Rauchentwicklung wurde die lokale Polizei aufmerksam, und die Geisterstadt wird von vielen Ermittlern untersucht. Ebenfalls eingetroffene Rettungskräfte bringen Carly und Nick in ein Krankenhaus.
Unterdessen findet einer der Ermittler heraus, dass Bo und Vincent noch einen weiteren Bruder haben, woraufhin der Mann, welcher die Freunde nach Ambrose geführt hat, zu sehen ist, wie er dem Krankenwagen lächelnd hinterherwinkt.

## Kritiken
- Eric D. Snider (ericdsnider.com): „Paris Hilton ist das kleinste Problem dieses Films und wenn Paris Hilton das kleinste der Probleme ist, steckt man wirklich in Schwierigkeiten.“[2]
- Im Boston Globe bezeichnet der Kritiker Wesley Morris die Leistung der Schauspieler als „schlecht“.
- Rob Vaux (Flipside Movie Emporium) bewertet den Film House of Wax als „billige und dreckige Unterhaltung“.[3]
- Alina Bacher (filmstarts.de): „Dass Wachs wirklich höllische Schmerzen bereiten kann, ist den meisten Frauen nicht fremd. Es war also nur eine Frage der Zeit, bis auch Hollywoods psychopathische Serienkiller das wohl schmerzhafteste Haarentfernungsmittel der Welt als Folterinstrument entdeckten.“[4]

## Sonstiges
- Der Film spielte in den USA bei Kosten von 30 Millionen US-Dollar nur 32 Millionen US-Dollar ein, jedoch weitere 30 Millionen Dollar weltweit. Zusätzlich nahm er 40 Mio. Dollar durch die DVD-Veröffentlichung ein.
- „House of Wax“ wurde sowohl als „schlechtester Film 2005“[5] als auch in der Kategorie „schlechteste Neuverfilmung oder Fortsetzung 2005“[6] für den Spottpreis Goldene Himbeere nominiert. Paris Hilton erhielt die zweifelhafte Auszeichnung in der Kategorie „schlechteste Nebendarstellerin 2005“.[7]
- Ebenfalls erhielt sie den Teen Choice Award für den „besten Schrei“.[8]
- Die ursprüngliche Eröffnungsszene wurde durch eine andere ersetzt, da es sonst zu offensichtlich gewesen wäre, dass die Hauptpersonen dem Killer bereits auf dem Campingplatz begegnet sind.
- Für den Film fertigte Madame Tussauds in London eine Wachsfigur von Paris Hiltons Charakter Paige an.
- Das Kino in Ambrose kündigt den Film Was geschah wirklich mit Baby Jane? an.
- Der Name einer der Zwillinge ist eine Reverenz an Vincent Price, der in Das Kabinett des Professor Bondi mitspielte.
- Gedreht wurde der Film an der Goldküste Australiens, in Oxenford, Queensland in Australien.[9]
- In der Szene, in der Wilderer Lester Sinclair die beiden Freunde Carly und Wade in seinem dreckigen Auto mitnimmt, zeigt er ihnen sein Bowiemesser.
- In Bezug auf die Grube mit den stinkenden Tierkadavern, in deren Nähe die Freundesgruppe zeltet, erklärt das blonde Mädchen Paige, verkörpert von Paris Hilton, während eines Handy-Gesprächs mit ihrer Freundin Carly: „Wir übernachten an der gleichen Stelle wie gestern, aber ein bisschen weiter vom Friedhof der Kuscheltiere weg.“ Dabei spielt Paige auf den Roman Friedhof der Kuscheltiere von Horror-Schriftsteller Stephen King von 1983 beziehungsweise auf dessen gleichnamige Verfilmung von 1989 an.
- Zum Filmsoundtrack gehören der Song Minerva von den Deftones, der zu Beginn des Horrorfilms zu hören ist, und der Song Dried Up, Tied and Dead to the World von Marilyn Manson, der in jener Szene erklingt, wenn der Psychopath Bo Sinclair in der Tankstelle das Radio einschaltet und im Keller das von ihm entführte Mädchen Carly an einen Stuhl fesselt. Während des Abspanns ertönen die Songs Helena von My Chemical Romance, New Dawn Fades von Joy Division und Taking Me Alive von Dark New Day.
- In einer finalen Szene, in der das Wachsfigurenmuseum in Flammen steht, zu schmelzen und in sich zusammenzustürzen droht, geben die wächsernen Stufen einer Treppe unter den Füßen von Nick Jones nach. In Nightmare – Mörderische Träume von 1984 kommt eine ähnliche Szene mit Schauspielerin Heather Langenkamp in ihrer Rolle als Nancy Thompson vor, deren Schritte in einer Treibsand-Treppe versinken.[10]